# Odorheiu Secuiesc
Odorheiu Secuiesc là một đô thị thuộc hạt Harghita, România. Dân số thời điểm năm 2002 là 36926 người.